# Ledvična dializa
Ledvična dializa (iz grščine διάλυσις, dialysis, 'raztopitev'; iz διά, dia, 'skozi', in λύσις, lysis, 'razrahljanje ali razcep') je postopek odstranjevanja presežka vode, topljencev in toksinov iz krvi ljudi, pri katerih teh funkcij ne morejo več naravno opravljati ledvice. To se imenuje ledvična nadomestna terapija. Prva uspešna dializa je bila opravljena leta 1943.
Dializa je lahko potrebna ob nenadnem poslabšanju ledvične funkcije, imenovanem akutna ledvična okvara (prej akutna odpoved ledvic), ali ko postopno slabšanje ledvične funkcije, imenovano kronična odpoved ledvic, doseže 5. stopnjo. Peta stopnja kronične odpovedi ledvic je dosežena, ko hitrost glomerulne filtracije znaša 10–15 % normalne, očistek kreatinina pade pod 10 ml na minuto in je prisotna uremija.
Dializa se uporablja kot prehoden ukrep pri akutni odpovedi ledvic ali pri čakajočih na presaditev ledvice in kot trajen ukrep pri tistih, pri katerih presaditev ni indicirana ali ni mogoča.
V zahodnoevropskih državah, ZDA, Avstraliji in Kanadi krije stroške dialize pri tistih, ki jo potrebujejo, država.

## Ozadje
Ledvici imata pomembno vlogo pri ohranjanju zdravja. Ko je človek zdrav, ledvici ohranjata notranje telesno ravnovesje vode in mineralov (natrija, kalija, klorida, kalcija, fosforja, magnezija, sulfata). Prav tako izločata kisle metabolne končne produkte, ki jih telo ne more izločiti z dihanjem. Ledvici delujeta tudi kot del endokrinega sistema, saj proizvajata eritropoetin, kalcitriol in renin. Eritropoetin sodeluje pri proizvodnji rdečih krvničk, kalcitriol pa igra vlogo pri tvorbi kosti. Dializa je nezadostno nadomestilo za delovanje ledvic, saj ne popravlja okvarjenih endokrinih funkcij ledvic. Pri dializi se nekatere od teh funkcij nadomestijo z uporabo difuzije (odstranjevanje odpadkov) in ultrafiltracije (odstranjevanje tekočine). Za dializo se uporablja visokoprečiščena (znana tudi kot »ultrapure«) voda.

## Načelo
Pri dializi prek polprepustne membrane poteka difuzija topljencev in ultrafiltracija tekočine. Kri teče ob eni strani membrane, dializat ali posebna tekočina pa ob nasprotni strani. Manjši topljenci in tekočina prehajajo skozi membranov smeri manjše koncentracije, večje snovi pa membrana zadrži. Dva glavna tipa dialize, ki odstranjujeta odpadne snovi in odvečno vodo iz krvi na različne načine, sta hemodializa in peritonealna dializa. Hemodializa deluje tako, da kri teče zunaj telesa skozi zunanji filter s polprepustno membrano, peritonealna dializa pa deluje tako, da se dializna tekočina vteka v trebušno votlino, pri čemer se prek peritoneja odstranijo odpadne snovi in odvečna voda. Koncentracije topljencev, ki jih običajno najdemo v urinu, so v krvi nezaželeno visoke, v dializni raztopini pa nizke ali odsotne, zato prehajajo v dializno raztopino. Koncentracija mineralov, kot sta kalij in kalcij, v dializni raztopini je podobna njihovi naravni koncentraciji v zdravi krvi, koncentracija bikarbonata pa je nekoliko višja kot v normalni krvi.

## Vrste dialize
Za zdravljenje odpovedi ledvic se oporabljajo tri primarne in dve sekundarni vrsti dialize: hemodializa (primarna), peritonealna dializa (primarna), hemofiltracija (primarna), hemodiafiltracija (sekundarna) in črevesna dializa (sekundarna).
- Hemodializa vključuje črpanje pacientove krvi skozi dializator, pri čemer polprepustna membrana očisti kri in odstrani odvečno tekočino.
- Pri peritonealni dializi se sterilna raztopina, ki vsebuje glukozo, preko cevke dovaja v peritonealno votlino (trebušno votlino), pri čemer peritonej deluje kot polprepustna membrana.
- Hemofiltracija je podobna hemodializi, vendar uporablja drugačno načelo; kri se črpa skozi dializator ali »hemofilter«, dializator ni potreben.
- Hemodiafiltracija je kombinacija hemodialize in hemofiltracije.
- Črevesna dializa vključuje dodajanje topnih vlaknin v prehrano pacienta, ki jih bakterije v črevesju prebavijo in povečajo količino dušika, ki se izloči v blatu, ali uživanje nevpojnih raztopin polietilenglikola ali manitola.[9][10]

Te različne vrste dialize imajo različne prednosti in slabosti ter se lahko izvajajo doma ali v kliničnem okolju.